# کولوتس
کولوتس لامپساکنوسی (یونانی: Κολώτης Λαμψακηνός، Kolōtēs Lampsakēnos; حدود ۳۲۰ – پس از ۲۶۸ پ‌م) از پیروان اپیکور و یکی از معروفترین شاگردانش بود. او اثری به نام حتی زندگی بر اساس آموزه‌های دیگر فلاسفه ناممکن است (ὅτι κατὰ τὰ τῶν ἄλλων φιλοσόφων δόγματα οὐδὲ ζῆν ἐστιν) دارد که در تأیید اپیکوریسم است. این کتاب به شاه بطلمیوس دوم تقدیم شده. در رویه‌ای بر این کتاب، پلوتارک دو کتاب نوشته، یک دیالوگ استدلالی به نام حتی زندگی شادمان بر اساس آموزه‌های اپیکور ناممکن است, و دیگری که نام ندارد به علیه کولوتوس معروفند. پلوتارک می‌گوید کولوتس باهوش است، اما دگم، بی‌بهره و غیرقابل تحمل می‌نماید. او شدیداً به سقراط، و دیگر بزرگان فلسفه می‌تازد. گویند آن گاه که اپیکور دربارهٔ ماهیت چیزها به کولوتس مبحثی گفت، او بر زانوانش افتاد و خواهش کرد که اپیکور اسرار عالم را به او بیاموزد.
دو اثر مکتوب کولوتس در ویلای پاپیری کشف شده که مربوط به هرکولانیوم است. این‌ها علیه لایسیس افلاطون, و علیه اوتودِموس افلاطون  نام دارند.